# Chuck Schuldiner
Charles Michael «Chuck» Schuldiner (13 de maig de 1967, Long Island, Nova York, Estats Units -13 de desembre de 2001) va ser un músic estatunidenc conegut per ser el cantant, guitarrista i compositor de la banda Death. És considerat una de les personalitats més influents en la història del death metal, i del heavy metal en general, així com també un dels més grans guitarristes de la història del gènere. Schuldiner va morir a causa de les complicacions que li va ocasionar un glioma (càncer) de tronc encefàlic, el 13 de desembre de 2001.

## Biografia
Va néixer el 13 de maig de 1967 a Long Island, Nova York, en el si d'una família d'origen jueu. Va tenir dos germans grans, Frank i Bethann. La família es va traslladar a Florida el 1968.
En morir el seu germà Frank en un accident als 16 anys, els pares de Chuck, li van comprar una guitarra acústica als 9 anys per ajudar-ho a portar la pèrdua. Va fer lliçons de guitarra clàssica però no li van agradar i les va abandonar en menys d'un any. Llavors, els seus pares li van comprar una guitarra elèctrica i Chuck des d'aquest moment no va parar de practicar, dia i nit, a la seva habitació o en el garatge, limitat únicament per les activitats escolars.
Les seves primeres influències van ser Kiss i Billy Idol, entre d'altres. Després es va interessar en el moviment del «New Wave of British Heavy Metal» (NWOBHM) amb bandes com Venom, Angel Witch, Diamond Head, etc. i especialment Iron Maiden, que era una de les seves bandes favorites. Les seves últimes influències que van marcar el seu estil final van ser grups de thrash metal de l'escena de la «Bay Area» com Slayer i Sepultura, Possessed. La seva mare va afirmar que a Chuck li agradava tot tipus de música excepte el country i el rap. A més, era fanàtic del Jazz, el rock progressiu i la música clàssica, estils que després implementaria a Death.
Aparentment a Chuck li anava bé a l'escola, però l'avorria i va preferir abandonar-la, cosa que va lamentar en el futur.

### Carrera musical

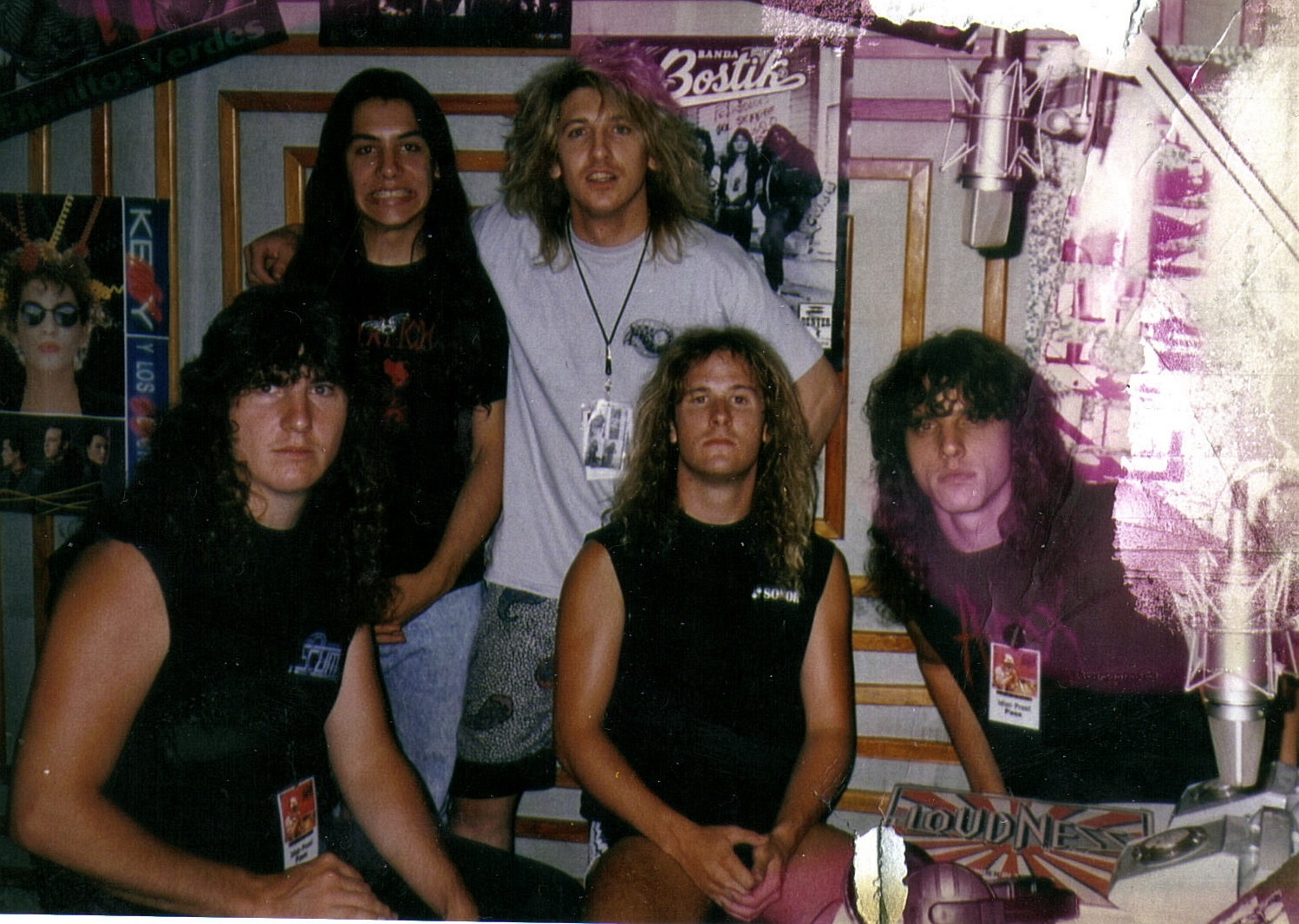
Death a Mèxic (1989), d'esquerra a dreta Terry Butler, Paul Masvidal, mànager Eric Greif, Bill Andrews i Chuck Schuldiner.

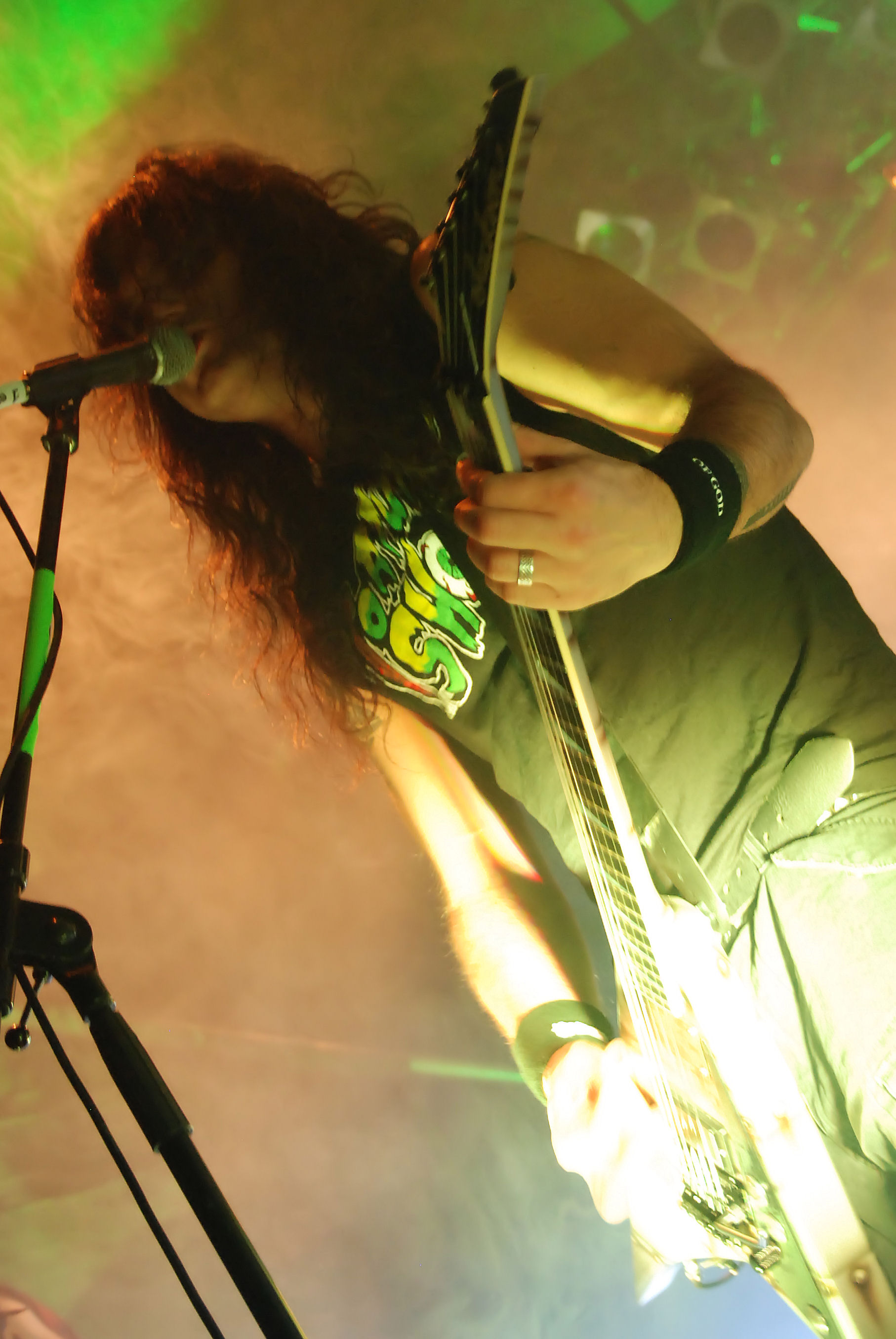
Mille Petrozza, líder de Kreator, va participar en el projecte VoodooCult, juntament amb Schuldiner i Dave Lombardo de Slayer.

Chuck va formar el seu primer grup el 1983, anomenat Mantes per després passar a dir-se Death. Allà va tocar la versió «Black Magic» de la banda estatunidenca Slayer.
El gener de 1986, Chuck va entrar temporalment en la banda canadenca Slaughter com a guitarra. No obstant això, va tornar ràpidament al seu grup original.
Durant aquest període, Death va patir diversos canvis en la seva formació, tot i així amb Chris Reifert van publicar el seu primer àlbum, titulat Scream Bloody Gore, el 1987. Aquest disc és considerat un dels primers àlbums del death metal. Posteriorment, va llançar Leprosy amb el guitarrista rítmic Rick Rozz, Terry Butler en el baix (Terry no va tocar realment el baix en el disc, sinó que ho va fer el propi Chuck, que per motius d'amistat, el va deixar en els crèdits) i Bill Andrews en la bateria. El 1990 és publicat Spiritual Healing, on Rozz. és reemplaçat per James Murphy .
Després de Spiritual Healing, Chuck Schuldiner va deixar de treballar amb un grup sencer, per passar a treballar amb músics de sessió, després de les males relacions entre guitarristes. Això va provocar que se'l considerés un perfeccionista dins de la comunitat del metall. Chuck també va acomiadar al seu mànager Eric Greif, però el va tornar a contractar després del llançament del seu següent àlbum.
Death llançaria un àlbum innovador, Human, on es podia veure una banda que havia evolucionat cap a un estil més tècnic i més progressiu, en el qual es podien veure les grans habilitats musicals de Chuck. Death va mantenir i va aprofundir aquest estil, com es pot veure en els àlbums posteriors Individual Thought Patterns, Symbolic i The Sound of Perseverance.
Chuck Schuldiner va tocar la guitarra en el projecte Voodoocult (on van participar altres llegendes del gènere com Dave Lombardo de Slayer i Mille Petrozza de Kreator) en l'àlbum Jesus Killing Machine.
Chuck va fundar una banda de heavy metal anomenada Control Denied i va llançar The Fragile Art of Existence el 1999. Control Denied era el projecte que solia satisfer la necessitat que Chuck tenia de ser sols el guitarrista líder, a més de compondre i escriure.
Lamentablement el segon disc de Control Denied When Man and Machines Collide "no veurà la llum mai", com va indicar l'administrador de la pàgina oficial de Death a Facebook a la pregunta d'un fan. "Desafortunadament no hi haurà un segon àlbum de Control Denied. Era una enorme tasca, i Chuck li va dir a Jim Morris que si no pot ser realitzat com ell imaginava, no ha de fer-se. Massa anys han passat. E".

### Lluita contra el càncer
Al maig de 1999, Schuldiner tenia dolors en la part alta del clatell. Creient que aquest dolor era producte d'un nervi comprimit, va anar a consultar a un quiropràctic i després de teràpies d'acupuntura i massatges, li va recomanar un examen de ressonància magnètica. L'examen va determinar que la causa del nervi comprimit era un tumor. El dia del seu aniversari, 13 de maig d'aquell any, Schuldiner va ser diagnosticat, segurament per la interpretació de la ressonància magnètica, de Glioma del tronc encefàlic. És un tipus de tumor intracraneal que, per la seva localització tan profunda i anatòmicament delicada, no sol ser operat ja que no canvia el pronòstic de vida del pacient. Per aquest motiu Schuldiner comença tractament amb radioteràpia. Ja que el tumor de Schuldiner es trobava en la part inferior del seu tronc encefàlic (dolor de clatell, dolor d'un nervi) lamentablement té pitjor pronòstic que els gliomes de tronc en localització superior.
L'octubre de 1999, la família de Schuldiner va anunciar que el tumor havia remès i que Chuck es recuperaria aviat. El gener de 2000, Schuldiner va requerir cirurgia per extirpar les restes del tumor. L'operació va ser reeixida. No obstant això, la família va tenir problemes financers, ja que els costos totals de l'operació i tractaments s'acostaven als 70 mil dòlars, suma que no podia assumir la família. Es van organitzar col·lectes de fons i concerts benèfics per ajudar a pagar el tractament. La comunitat del metall es va adonar que la vida de Chuck estava en perill i ells i la seva família van tenir consciència que Chuck podia perdre la vida a causa de la falta de fons. Mentrestant, els metges, després de la cirurgia, aconsegueix obtenir una biòpsia del tumor i confirmar que el diagnòstic efectivament era el correcte; glioma de tronc amb el seu conegut i desfavorable pronòstic.
Schuldiner va continuar treballant en la seva música, continuant el seu treball amb Control Denied. El maig de 2001 el càncer va tornar i Schuldiner va emmalaltir una altra vegada. Se li va negar una intervenció quirúrgica (que necessitava amb urgència) a causa de la falta de diners. Reportatges en els mitjans van fer cridats per donar suport, incloent companys artistes de l'escena. La mare de Chuck, Jane Schuldiner, a propòsit de la malaltia del seu fill, va recomanar que tots tinguessin assegurances de salut, ja que Chuck no en tenia, amb la qual cosa es va evidenciar la seva frustració pel sistema d'assegurances del seu país. Davant la desesperació familiar per la falta de recursos financers per tornar-lo a intervenir, caldria analitzar si l'operació hagués canviat alguna cosa el seu pronòstic ja que l'evolució d'aquest tipus de tumors no varia entre els pacients que el pateixen i sempre comporta la mort als pocs mesos del seu diagnòstic.

### Defunció
Schuldiner va rebre quimioteràpia basada en una droga que per a aquest temps estava en fase d'assaig clínic cridada vincristina per ajudar amb la seva teràpia. Els efectes secundaris van afeblir encara més la salut de Chuck i malgrat això, va continuar amb la lluita. A principis de novembre d'aquell any, Schuldiner va contreure una pneumònia. Chuck va morir a les quatre de la tarda del 13 de desembre de 2001 als 34 anys.

### Creences
Chuck es considerava «amant de la vida, els animals, la cervesa». En una entrevista, va comentar «Vull viure per sempre si és possible». També va declarar que ell no escrivia cançons satàniques ja que deia que no volia que la gent tingués mals pensaments i fes coses estúpides com fer-se mal a ells mateixos. Estava a favor de l'avortament, declarant "Hauria de ser legal. Si fos una dona segurament m'agradaria tenir l'opció de tenir un fill o no. Als Estats Units, molts nounats són assassinats perquè no eren desitjats. És millor resoldre-ho immediatament quan una dona s'assabenta de l'embaràs i no vol tenir un fill. És millor avortar que matar a un bebè. Això és terrible. Els homes no poden obligar les dones a tenir un fill quan elles mateixes senten que no poden. "Chuck va ser conegut per estar obertament en contra de les drogues dures. Això va quedar reflectit en diverses entrevistes i en algunes de les seves cançons (com en «Living Monstrosity», que tracta d'un nen addicte nascut d'una mare cocaïnòmana).

### Equip utilitzat
Chuck des de la seva joventut, es va decantar per l'ús de guitarres B.C. Rich. Un dels models més usats va ser la Stealth, que podem veure en la majoria de les seves fotografies, encara que també se li va veure fent servir diverses vegades guitarres Jackson Warrior. El seu característic so, a part de la seva guitarra i la seva tècnica, es deu als seus micròfons Dimarzio X2N, a l'ús d'amplificadors Marshall model Valvestate i al rebuig de processadors d'efectes, com va declarar en certes revistes (encara que en directe usava un chorus). El so de Chuck és fosc i pesat, és per això que ell, igual que altres guitarristes de Death metal, feia servir una afinació en Re.

### Figura mediàtica
En l'actualitat és una de les figures més conegudes dins del Death metal, sent summament reconegut pel seu treball a Death, la banda que el va consagrar com a músic i compositor.